# Sami de Macedònia
Sami, en llatí Samius o Samus, en grec antic  Σάμιος, Σάμος, fou un poeta líric i epigramàtic grec nadiu de Macedònia i criat amb Filip V de Macedònia. Filip el va condemnar a mort per causes desconegudes.
Va estar en la seva màxima esplendor al final del segle III aC i Polibi va conservar algunes línies de versos iàmbics escrits per ell, i a més a més hi ha dos epigrames seus a l'Antologia grega. Els dos epigrames fan referència a la cacera d'un toro salvatge per part del rei Filip a les muntanyes d'Orbelos, tema sobre el que el poeta Antípater de Sidó també en té un epigrama.